# Cinnamomum piniodorum
Cinnamomum piniodorum là loài thực vật có hoa trong họ Nguyệt quế. Loài này được Schewe miêu tả khoa học đầu tiên năm 1923.